# Croix de Kerentrec'h
La croix de Kerentrec'h, rue de Saint-Rivalain, au bourg de commune de Melrand dans le Morbihan.

## Historique
La croix de Kerentrec'h fait l’objet d’une inscription au titre des monuments historiques depuis le 19 mai 1925.